# Metapodoctis
Metapodoctis – rodzaj kosarzy z podrzędu Laniatores i rodziny Podoctidae.

## Występowanie
Przedstawiciele rodzaju występują w Azji Południowo-Wschodniej.

## Systematyka
Opisano dotąd tylko 2 gatunki:
- Metapodoctis formosae Roewer, 1915
- Metapodoctis siamensis Suzuki, 1985